# Resolució 1247 del Consell de Seguretat de les Nacions Unides
La Resolució 1247 del Consell de Seguretat de les Nacions Unides fou adoptada per unanimitat el 18 de juny de 1999. Després de recordar les resolucions anteriors relatives als conflictes a l'antiga Iugoslàvia, en particular a les resolucions 1031 (1995), 1035 (1995), 1088 (1996), 1103 (1997), 1107 (1997), 1144 (1997), 1168, 1174 (1998) i 1184 (1998), el Consell va prorrogar el mandat de la Missió de les Nacions Unides a Bòsnia i Hercegovina (UNMIBH) per un període que finalitzava el 21 de juny de 2000 i autoritzava als estats que participaven en la Força d'estabilització (SFOR) de l'OTAN a continuar fent-ho durant uns altres dotze mesos.
El Consell de Seguretat va subratllar la importància de l'Acord de Dayton i la importància que Croàcia i la República Federal de Iugoslàvia (Sèrbia i Montenegro) van jugar en el procés de pau a Bòsnia i Hercegovina. El retorn dels desplaçats i dels refugiats era crucial per a una pau duradora a la regió.
Actuant sota el Capítol VII de la Carta de les Nacions Unides, el Consell recordava a les autoritats de Bòsnia i Hercegovina i altres de la seva responsabilitat l'aplicació de l'Acord de Dayton. Va subratllar el paper de l'Alt Representant per a Bòsnia i Hercegovina de supervisar la implementació. També va concedir importància a la cooperació amb el Tribunal Penal Internacional per a l'antiga Iugoslàvia.
El Consell de Seguretat va elogiar els països que participaven en la SFOR per continuar les seves operacions durant dotze mesos addicionals; seria estès més enllà d'aquesta data si es justifica per la situació al país. També va autoritzar l'ús de mesures necessàries, incloent l'ús de la força i legitima defensa, per assegurar el compliment dels acords i la seguretat i la llibertat de moviment del personal de la SFOR. Al mateix temps, el mandat de la UNMIBH, que incloïa la International Police Task Force (IPTF), es va ampliar fins al 21 de juny de 2000. Es va instar als països a proporcionar formació, equips i suport a les forces policials locals a Bòsnia i Hercegovina.